# Soledad Jiménez
Pour les articles homonymes, voir Jiménez.
Soledad Jiménez est une actrice espagnole, née le 28 février 1874 à Santander (Cantabrie), morte le 17 octobre 1966 à Los Angeles (quartier de Woodland Hills, Californie).

## Biographie
Installée aux États-Unis, Soledad Jiménez contribue ainsi au cinéma à soixante-cinq films américains (parfois tournés en version espagnole alternative) — comme second rôle de caractère ou tenant des petits rôles non crédités, notamment dans le genre du western —, depuis La Danse rouge de Raoul Walsh (1928, avec Charles Farrell et Dolores del Río) jusqu'à L'Expédition du Fort King de Budd Boetticher (1953, avec Rock Hudson et Barbara Hale).
Entretemps, mentionnons In Old Arizona d'Irving Cummings et Raoul Walsh (1929, avec Warner Baxter et Edmund Lowe), Ville frontière d'Archie Mayo (1935, avec Paul Muni et Bette Davis), Le Dernier Combat de Michael Curtiz (1937, avec Edward G. Robinson et Bette Davis), ou encore Bandits de grands chemins de George Sherman (1948, avec Yvonne De Carlo et Dan Duryea).

## Filmographie partielle
- 1928 : La Danse rouge (The Red Dance) de Raoul Walsh : la mère de Tasia
- 1929 : In Old Arizona d'Irving Cummings et Raoul Walsh : la cuisinière Tonita
- 1929 : Têtes brûlées (The Cock-Eyed World) de Raoul Walsh : l'aubergiste
- 1930 : Le Tigre de l'Arizona (The Arizona Kid) d'Alfred Santell : Pulga
- 1930 : The Texan de John Cromwell : la duègne
- 1930 : La Voluntad del muerto d'Enrique Tovar Ávalos et George Melford (version espagnole de The Cat Creeps) : Mammy
- 1930 : Billy the Kid de King Vidor : la mère de Santiago
- 1930 : Captain Thunder d'Alan Crosland : Señora Ruiz
- 1930 : A Devil with Women d'Irving Cummings : Jiminez
- 1931 : Frankenstein de James Whale : une pleureuse
- 1935 : La Dernière Rumba (Rumba) de Marion Gering : Tia Maria
- 1935 : In Caliente de Lloyd Bacon et Busby Berkeley : Maria
- 1935 : Ville frontière (Bordertown) d'Archie Mayo : Mme Ramirez
- 1935 : Les Nuits de la pampa (Under the Pampas Moon) de James Tinling : la mère de Campo
- 1936 : Robin des Bois d'El Dorado (The Robin Hood of El Dorado) de William A. Wellman : la mère de Murrieta
- 1936 : The Bold Caballero de Wells Root : une femme indienne
- 1937 : Le Dernier Round (Kid Galahad) de Michael Curtiz : Mme Donati
- 1937 : Vol de zozos (High Flyers) d'Edward F. Cline
- 1939 : Terreur à l'ouest (The Oklahoma Kid) de Lloyd Bacon : la servante de Jane
- 1939 : La Glorieuse Aventure (The Real Glory) d'Henry Hathaway : une vieille indigène
- 1939 : Le Retour de Cisco Kid (The Return of the Cisco Kid) de Herbert I. Leeds
- 1940 : Les Tuniques écarlates (North West Mounted Police) de Cecil B. DeMille : une grand-mère
- 1940 : La Maison des sept péchés (Seven Sinners) de Tay Garnett : la servante de Bijou
- 1941 : Par la porte d'or (Hold back the Dawn) de Mitchell Leisen : l'épouse d'un vieux paysan
- 1943 : Pour qui sonne le glas (For Whom the Bell Tolls) de Sam Wood : l'épouse de Guillermo
- 1948 : Bandits de grands chemins (Black Bart) de George Sherman : Teresa
- 1949 : Feu rouge (Red Light) de Roy Del Ruth : la mère de Pablo
- 1950 : Cas de conscience (Crisis) de Richard Brooks : la mère de Farrago
- 1951 : L'Amant de Lady Loverly (The Law and the Lady) d'Edwin H. Knopf : la princesse Margarita
- 1952 : Le Cran d'arrêt (The Turning Point) de William Dieterle : Mme Manzinates
- 1953 : L'Expédition du Fort King (Seminole) de Budd Boetticher : Mattie Sue Thomas

## Note et référence
1. ↑  Parfois créditée (d'après l'IMDb ci-dessus) Saladad Jeminez, Soledad Jimenez, Solidad Jimines, Saledad Jiminez ou Soledad Jiminez.